# Liodrosophila okadai
Liodrosophila okadai är en tvåvingeart som beskrevs av Dwivedi och Gupta 1979. Liodrosophila okadai ingår i släktet Liodrosophila och familjen daggflugor. Inga underarter finns listade i Catalogue of Life.